# HMS Hornet (1893)
HMS Hornet – brytyjski niszczyciel (w oryginalnej nomenklaturze Torpedo Boat Destroyer), jeden z pierwszych tak klasyfikowanych okrętów na świecie. Wszedł do służby w Royal Navy w połowie 1894 roku i był wykorzystywany do 1909 roku.

## Historia
Na początku lat 90. XIX wieku Royal Navy rozpoczęła bezprecedensowy program rozbudowy, oparty na Naval Defense Act 1889. Zakładał on formułę tzw. two power standard, przewidującą, że osamotniona Royal Navy powinna dorównywać ilością okrętów poszczególnych klas połączonym marynarkom wojennym dwóch dowolnych państw świata. Spowodowało to niemający precedensu w historii światowy wyścig zbrojeń morskich.
W lutym 1892 roku stanowisko trzeciego lorda morskiego Admiralicji, odpowiedzialnego za projektowanie i budowę okrętów, objął admirał John Fisher. Stanął on przed problemem przewagi francuskiej Marine Nationale w dziedzinie torpedowców. Była ona na tyle duża, że nierealne stawało się jej zniwelowanie poprzez budowę podobnych jednostek. Wobec tego, współpracując z właścicielem stoczni Yarrow Shipbuilders, Alfredem Yarrowem, lord Fisher opracował koncepcję okrętu do zwalczania torpedowców. Miał on być od nich szybszy i lepiej uzbrojony, oraz zdolny do towarzyszenia własnym okrętom liniowym przynajmniej w warunkach spokojnego morza.
Projekt jednostki, nazwanej zgodnie z sugestią Fishera, niszczycielem torpedowców, został opracowany już po kilku miesiącach, zaś stępkę pod dwa pierwsze okręty położono w lipcu 1892 roku. Pierwszy z nich, nazwany HMS "Havock", został zwodowany 12 sierpnia, drugi, HMS "Hornet", 23 grudnia 1893 roku. Obydwa weszły do służby w roku następnym.
Próby morskie HMS "Hornet" wykazały, że przy spokojnym morzu jest w stanie osiągnąć prędkość maksymalną 26 węzłów i towarzyszyć zespołom floty. Okręt wszedł do służby w 1894 roku i służył głównie jako jednostka eksperymentalna, a później drugoliniowa, do czasu skreślenia z listy floty i sprzedaży do stoczni złomowej w 1909 roku.

## Opis konstrukcji
HMS "Hornet" miał kadłub o długości całkowitej 56,38 m (54,86 m między pionami) i szerokości 5,64 m. Jak wszystkie wczesne niszczyciele miał zakryty pokład dziobowy, w którym zainstalowana była stała wyrzutnia torpedowa z magazynem na dwie torpedy zapasowe. Ponad pokładem dziobowym znajdowało się odkryte stanowisko strzeleckie z działem 12-funtowym. Za niewielkim stanowiskiem dowodzenia znajdowały się trzy szybkostrzelne działka 6-funtowe, dalej zaś dwie pojedyncze obrotowe wyrzutnie torpedowe kal. 450 mm, które mogły być demontowane i zastępowane dodatkowymi działkami 6-funtowymi.
Maszynownia okrętowa zajmowała ponad połowę długości kadłuba. Okręt był napędzany dwoma maszynami parowymi potrójnego rozprężania, poruszającymi dwa równoległe wałami napędowymi z pojedynczymi śrubami. Parę dostarczały, użyte po raz pierwszy na okrętach tej klasy, kotły wodnorurkowe. Wymogło to na konstruktorach zainstalowanie aż czterech kominów dla odprowadzenia spalin (budowany równolegle "Havock" z kotłami cylindrycznymi miał jedynie dwa kominy).